# Вільям Вільсон (Медаль Пошани)
Вільям Вільсон (англ. William Wilson; нар. 1847, Філадельфія — пом. 22 грудня 1895, Президіо) — американський військовослужбовець сержант американської армії, який служив у лавах армії у другій половині XIX століття. Один з 19 американських військовослужбовців, які двічі стали кавалерами Медалі Пошани, найвищої відзнаки США за проявлений героїзм на полях битв за роки Індіанських воєн.

## Біографія
Вільям Вільсон народився у Філадельфії, штат Пенсільванія, у 1847 році. Молодим чоловіком покинув рідний штат, щоб приєднатися до армії, вступивши на службу до кавалерії США в жовтні 1865 року, він згодом брав участь у «всіх індіанських кампаніях у Техасі і у війні сіу 1876 року».
На початку 1870-х років Вільсон спочатку дислокувався у Форт Сілл на Індіанській Території (на території сучасної Оклахоми), а потім у Форт-Кончо, віддаленому форпості в Техасі поблизу сучасного Сан-Анджело. Коли в березні 1872 року Вільсон і його однополчани отримали повідомлення про те, що група команчів викрала худобу під час рейду на ферму біля форту Кончо, він наказав капралу та 20 рядовим приєднатися до нього для переслідування викрадачів худоби. Наздогнавши рейдерів біля річки Колорадо наступного ранку, переслідуючи їх усю ніч, він і його люди вбили чотирьох учасників нальоту та захопили мексиканського підклітка, який їхав з ними. Отримавши від хлопчика інформацію про діяльність та місцезнаходження нападників, Вільсон та його люди змогли викрити групу команчеро та контрабандистів із Нью-Мексико, які постачали членів племені команчі, які вважалися ворожими до уряду США.
27 квітня 1872 року Вільсона нагородили його першою медаллю Пошани.
Через шість місяців Вілсон отримав свою другу медаль Пошани. Діявши як частина великого угруповання американської кавалерії під проводом генерала Ренальда С. Маккензі, Вілсон і його товариші-солдати натрапили на дуже велике поселення команчів поблизу Норд-Форку на Ред-Рівер. О 16:00 28 вересня 1872 року американські кавалеристи поринули в атаку, розпочавши битву біля Норт-Форк на Ред-Рівер, але спочатку були відбиті одним із загонів індіанців. Коли Маккензі зрозумів, що перше ж зіткнення зробило безпосереднього начальника Вільсона нездатним очолювати бій, Маккензі наказав Вілсону перебрати на себе керівництво своїм підрозділом і атакувати друге поселення індіанців. Вільсон і його люди вбили понад 100 членів племені, спалили селище та захопили 3000 поні, а також сільську їжу та інші припаси. Крім того, взявши в полон 130 вцілілих членів племені (більшість з яких були жінками та дітьми), Маккензі та його люди тримали їх у полоні у форті Кончо протягом зими.
29 вересня 1872 року, наступного дня після нападу, Вільсона нагородили другою медаллю Пошани за «видатну поведінку в бою з індіанцями на Ред-Рівер, штат Техас».